# Marcel Roofthoofd
Marcel Roofthoofd (17 april 1952) is een Belgische schaker en FIDE-meester.
In in 1968 en 1970 won Marcel Roofthoofd het Belgisch kampioenschap voor scholieren en junioren. De FIDE verleende hem de meestertitel in 1995. Op de toernooien van Knokke, Geraardsbergen en Fortaleza (Brazilië) werd hij daarna eerste. Verder speelde hij jaren Belgische interclubs in verschillende clubs. Zo won hij het Belgisch kampioenschap met de clubs van Mechelen, Anderlecht, Temse en Bredene. Met zijn club Anderlecht werd zelfs de halve finale in de Europabeker behaald. Op de Europese kampioenschappen bedrijfssporten behaalde hij de Europese titel in Great-Yarmouth (Engeland). Bij de senioren won hij de Belgische titel in rapid-schaak in 2018 en 2019. Sinds 2010 is hij voorzitter van de vzw Go for Grandmaster die het Belgische jeugdschaak naar een hoger niveau wil tillen.  